# Göllnitz (Turyngia)
Göllnitz – miejscowość i gmina w Niemczech, w kraju związkowym Turyngia, w powiecie Altenburger Land, wchodzi w skład wspólnoty administracyjnej Rositz. Do 31 grudnia 2018 należała do wspólnoty administracyjnej Altenburger Land.